# ADGZ

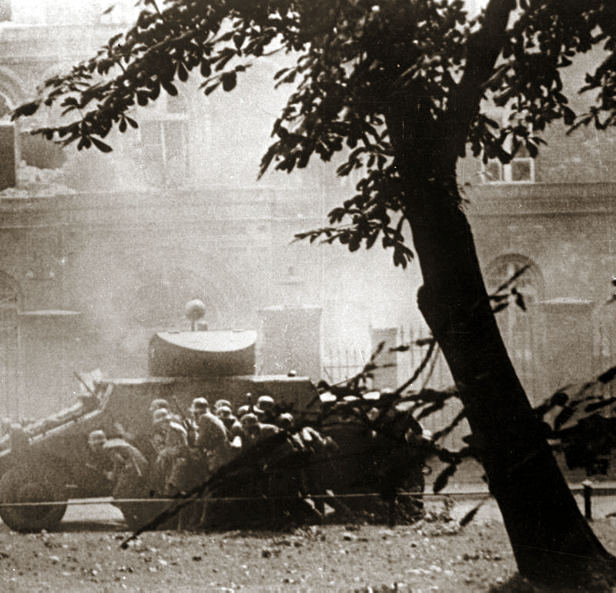
Niemcy kryją się za ADGZ podczas zdobywania Poczty Polskiej w Gdańsku

Steyr ADGZ – austriacki ciężki samochód pancerny z okresu międzywojennego, używany podczas II wojny światowej przez jednostki SS.

## Produkcja
Do konstruowania samochodu przystąpiono w 1931 roku w austriackich zakładach Austro-Daimler-Puch, a prototyp powstał w 1933 roku. Był pierwszym w świecie czteroosiowym samochodem pancernym. Miał nietypową, symetryczną budowę, w celu osiągnięcia takich samych możliwości jazdy w obu kierunkach. Produkcję uruchomiono w 1935 roku w zakładach Steyr-Daimler-Puch, które przejęły Austro-Daimlera. Zbudowano do 1937 roku łącznie 27 samochodów: 12 dla armii austriackiej oraz 14 dla sił policyjnych, w tym 6 dla wiedeńskiej Sicherheitswache. W 1941 roku Heinrich Himmler zamówił w firmie Steyr dodatkowe 25 samochodów dla niemieckich sił policyjnych, które zbudowano w 1942 roku.

## Konstrukcja
Były to ciężkie, czteroosiowe pojazdy, uzbrojone w działko 20 milimetrów (z zapasem 100 nabojów) i trzy karabiny maszynowe. Jeden z nich znajdował się w wieży, a dwa w kadłubie (kąt ostrzału w pionie od -15° do 45°, w poziomie 15° w obie strony). 
Opancerzenie składało się z płyt grubości 11 milimetrów spawanych do szkieletu. Kadłub mocowany był na ramie. Do wnętrza załoga wchodziła przez cztery sześciokątne drzwi, po dwa po każdej stronie z przodu i tyłu, przy czym ich górne części mogły być otwierane niezależnie dla wentylacji. Załoga mogła liczyć od 4 do 6 osób.
Napęd stanowił sześciocylindrowy, gaźnikowy, górnozaworowy silnik rzędowy Austro-Daimler M612 o pojemności skokowej 12 litrów (11 946 cm³) i mocy 110 kW (150 KM) przy 1800 obrotach na minutę. Silnik umieszczono w tylnej części pojazdu, w wystającej obudowie.
Pojazd posiadał skrętne skrajne osie i dwa stanowiska kierowców, dzięki czemu identyczna była manewrowość i osiągi podczas jazdy do przodu i w tył. Na dwóch środkowych napędzanych osiach znajdowały się koła bliźniacze.

## Służba
Po Anschlussie Austrii w ręce niemieckie dostało się poza innym sprzętem 27 samochodów pancernych tego typu (przez armię austriacką oznaczanego jako M35 Mittlerer Panzerwagen). W momencie Anschlussu 12 z nich znajdowało się w austriackiej Dywizji Szybkiej, zaś 15 posługiwała się policja. 
Przejęte pojazdy zostały przydzielone jednostkom policji i Waffen-SS i wzięły udział w ataku na Polskę. Dwa samochody o nazwach Ostmark i Sudetenland wspierały pułk SS-Heimwehr Danzig podczas szturmu na Pocztę Polską w Wolnym Mieście Gdańsku 1 września 1939 roku. W kolejnych dniach uczestniczyły w walkach z siłami Lądowej Obrony Wybrzeża, a jeden z nich jako pierwszy niemiecki pojazd wjechał 14 września do Gdyni. Później były używane do celów okupacyjnych w Polsce oraz przez jednostki zwalczające partyzantkę radziecką na okupowanych terenach ZSRR. W 1941 roku zamówiono dla Ordnungspolizei dodatkowe 25 egzemplarzy tego pojazdu.
W niemieckiej służbie stosowano karabiny maszynowe MG 34, których liczbę zmniejszono po pewnym czasie do dwóch. Ostatecznie, prawdopodobnie w 1943 roku, zmniejszono załogę do czterech osób (dowódcy, dwóch kierowców i strzelca). Prawdopodobnie w 1943 roku wyposażono je też w radiostacje FuG 12 z anteną typu gwiazda.